# طلعت عزيز
طلعت عزيز (بالهندية: तलत अज़ीज़؛ بالإنجليزية: Talat Aziz) هو مغني هندي، ولد في 11 نوفمبر 1956 في حيدر آباد في الهند.

## وصلات خارجية
- طلعت عزيز على موقع IMDb (الإنجليزية)
- طلعت عزيز على موقع ميوزك برينز (الإنجليزية)
- طلعت عزيز على موقع ديسكوغز (الإنجليزية)